# Carlo Brugnami
Carlo Brugnami (né le 30 septembre 1938 à Corciano et mort dans la même ville le 2 février 2018) est un coureur cycliste italien, professionnel durant les années 1960.

## Palmarès

### Palmarès amateur
- 1958
  - Gran Premio Montanino
- 1959
  - 2e de la Coppa Caivano
  - 3e du Gran Premio Pretola

### Palmarès professionnel
- 1960
  - 2e de Menton-Gênes-Rome
  - 3e du Gran Premio Ciclomotoristico
  - 3e du Tour du Piémont
  - 3e du Tour d'Émilie
  - 3e du Grand Prix de Nice
  - 7e du Tour de Lombardie
- 1961
  - 1re étape du Gran Premio Ciclomotoristico
  - 4e du Tour de Lombardie
  - 9e du Tour d'Italie
- 1962
  - 6e de Milan-San Remo
- 1963
  - 2e du Tour de la province de Reggio de Calabre
  - 10e du Tour d'Italie

## Résultats sur les grands tours

### Tour de France
2 participations
- 1961 : abandon (12e étape)
- 1962 : 59e

### Tour d'Italie
6 participations
- 1960 : 15e
- 1961 : 9e
- 1962 : 14e
- 1963 : 10e
- 1964 : 40e
- 1965 : 50e